# Rifa'a al-Tahtawi
Rifa'a Rafi al-Tahtawi (1801, Tahta - 1873, Le Caire) (en arabe : رفاعة رافع الطهطاوي) est un auteur et réformateur égyptien. Il est considéré comme l’un des pionniers de la Nahda ou « renaissance » à la fois littéraire, politique, culturelle et religieuse que traverse le monde arabe au XIXe siècle. Son principal ouvrage, L'Or de Paris paru en 1834, bénéficie d’une impression rapide permettant une large diffusion dans les provinces arabes de l'Empire ottoman, et est considéré comme l'un des livres phares de cette période de la Renaissance arabo-islamique 
Son nom complet est 'Abū al-'Azm Rifā'a Rāfi' Ibn Badawī, surnommé al-Ṭahṭāwī de par son lieu de naissance.

## Biographie
Rifa'a naît en octobre 1801 dans le village de Tahta sur la rive droite du Nil, dans le Gouvernorat de Sohag, dans le contexte de retrait des forces françaises lors de la fin de la campagne d'Égypte. Si cette expédition militaire de Napoléon Bonaparte est un échec, son expédition scientifique est fructueuse, et c'est dans une France qui se passionne pour l'Histoire antique de son pays que Rifa'a débarque quelques années plus tard.
En 1817, il est envoyé à l'université al-Azhar au Caire pour y suivre une formation religieuse. En 1826, il est nommé imâm de la première mission scolaire égyptienne rassemblant une quarantaine de jeunes Égyptiens, envoyée en France par Méhémet Ali. Il embarque au port d’Alexandrie en avril 1826 et débarque à Marseille au bout d'un mois de voyage. Il y passe une cinquantaine de jours, puis monte à Paris où il séjournera cinq ans.
Lors de son séjour en France, il tient un carnet de bord dans lequel il note de nombreuses observations. Il étudie la langue française, la philosophie antique et celle des Lumières, rencontre d’éminents orientalistes par l’entremise de son compatriote chrétien Joseph Agoub, examine la vitalité scientifique et culturelle du pays, et les rouages de son modèle politique. Son expérience de la société française, après un séjour de cinq ans à Paris de 1826 à 1831, lui inspire une réflexion sur l’évolution de la civilisation musulmane et de sa rencontre avec la modernité occidentale. Il cherche comment expliquer la supériorité technique de l’Occident sur le monde musulman, en déclin depuis le XVIIe siècle. En 1830, il assiste à la révolution de Juillet qui mène à l'abdication de Charles X et porte sur le trône un nouveau roi, Louis-Philippe Ier. Analysant cet événement, il le considère comme une preuve de l’échec inévitable de tout régime politique fondé sur l’abus de pouvoir, la restriction des libertés et l’absence de consultation et de débats dans sa population. Il affiche son soutien aux libéraux contre les conservateurs.
De retour en Égypte, chargé de l’instruction dans le programme de réformes de Méhémet Ali, il publie un ouvrage sur le devenir de la civilisation islamique en 1834 (Takhlîs al-ibrîz fî talkhîs Bârîs, trad. fr. L'Or de Paris, 1988), qui lance le débat repris par les réformateurs de la renaissance musulmane, la Nahda. En 1839, son ouvrage est traduit en turc
Le successeur de Méhémet Ali, le khédive Abbas Ier, opposé aux modernisateurs, éloigne Rifa'a au Soudan de 1848 à 1854, où ce dernier prend la direction d’une école primaire. Après la mort de ce dernier, le khédive Mohamed Saïd le fait revenir et le nomme miralaï (général de brigade). Rifa'a transforme l'École militaire de la Citadelle, qu'il dirige dès lors, en université militaire[réf. nécessaire]. Une nouvelle fois écarté de ses responsabilités à l'École militaire en 1861, il devient directeur du département des traductions de 1863 à sa mort en mai 1873. Il est enterré au cimetière de Bab al-Wazir, dans le district d’al-Darb al-Ahmar, non loin de la grande mosquée Al-Azhar.
Il s'est fortement intéressé à la franc-maçonnerie et a appartenu dans les années 1860 au Grand Orient d'Égypte.

## Pensées et héritage intellectuel

### L'Or de Paris
Son récit de voyage est original, en ce qu’il y évoque explicitement sa foi, sa croyance en la supériorité spirituelle de l’islam, mais aussi son admiration de l’esprit rationaliste des Français.
Il s'agit d'un récit de voyage (rihla) dans lequel il décrit la vie en France - mœurs, institutions et lois, organisation – le regard est celui d’un personnage fasciné par la civilisation européenne, et dont le souci premier est d’en tirer pour l’Égypte les éléments d’une modernisation compatible avec l’islam. Le style est limpide et révèle une claire tendance à l’assouplissement de la syntaxe. Tahtawi veut simplifier la langue, pour transmettre un nouveau message au plus grand nombre.
Afin que s’accomplisse la renaissance de l’identité musulmane, il proposait le développement de l’instruction et l’instauration de la démocratie. Il inspirera les réformateurs de la fin du siècle.
Tahtawi « joue le rôle d’une institution culturelle complète à lui seul ». Il va :
- prendre la direction du premier journal égyptien, al-Waqâ’i‘ al-Miçriyya rédigé en arabe et en turc, et fondé par Méhémet Ali en 1828 ;
- fonder madrasat al-alsun, l’école de langues, en 1835 ;
- être rédacteur en chef du Journal Officiel en 1840 ;
- diriger maktab at-tarjama, le Bureau de traduction, ouvert à son instigation en 1841.

### Autre héritage littéraire
Il multiplie les traductions d’ouvrages, se penche particulièrement sur celle des Considérations sur les causes de la grandeur des Romains et de leur décadence écrit par le philosophe Montesquieu en 1734. S'inspirant de Montesquieu, il réfléchit aux raisons de la montée en puissance des empires et de leur chute, transposant la réflexion de ce dernier de Rome à Constantinople, alors capitale de l'Empire ottoman dont fait partie l'Égypte ottomane. Il traduit également Les Aventures de Télémaque, ouvrage critique de l'absolutisme écrit par Fénelon en 1699, et le Précis de la géographie universelle publié par le géographe français Conrad Malte-Brun en 1810 pour le compte de Napoléon Ier. Dans une moindre mesure, il s'intéresse à l'astronomie, dont il compare les avancées scientifiques aux révélations du Coran. Enfin, l'attrait de Tahtawi pour la pensée européenne n’entrave pas sa fidélité à l’héritage intellectuel arabe, dont témoigne son activisme en faveur de la publication des grands classiques, au premier rang desquels l'œuvre d'Ibn Khaldun.

### Héritage éducatif
Tahtawi crée également une école des langues, dont il devient le directeur. En 1870, il lance une revue culturelle et didactique intitulée Rawdat al-madaress al-masriya (ou Le jardin des écoles égyptiennes), qui s’intègre dans un projet pédagogique qui vise à dispenser le sens de l'effort et du civisme. Rifa'a milite également activement pour l'éducation des filles et obtient en 1873, la création de la première école qui leur est destinée. Il meurt la même année.